# Kavicsos
Kavicsos (1899-ig Livó, szlovákul: Livov) község Szlovákiában, az Eperjesi kerület Bártfai járásában.

## Fekvése
Bártfától 12 km-re délnyugatra, a Tapoly partján fekszik.

## Története
1470-ben említik először.
A 18. század végén Vályi András így ír róla: „LIVO. Livov. Orosz falu Sáros Várm. földes Ura G. Forgách Uraság, lakosai többen ó hitűek, fekszik Héthárshoz 1 mértföldnyire, határja középszerű.”
Fényes Elek 1851-ben kiadott geográfiai szótárában így ír a faluról: „Livo, orosz falu, Sáros vármegyében, Lénártóhoz délre 2 3/4 órányira: 31 római, 596 görög kath., 13 zsidó lak. Görög. paroch. templom. Roppant erdöség. Üveghuta. F. u. gr. Forgács. Ut. posta Bártfa.”
A trianoni diktátum előtt Sáros vármegye Bártfai járásához tartozott.

## Népessége
| Év:            | 1994. | 2004.   | 2014.    | 2024.    |
| -------------- | ----- | ------- | -------- | -------- |
| Emberek száma: | 108   | 105     | 85       | 69       |
| Eltérés:       |       | -2,77 % | -19,04 % | -18,82 % |

| Év:            | 2023. | 2024.   |
| -------------- | ----- | ------- |
| Emberek száma: | 68    | 69      |
| Eltérés:       |       | +1,47 % |

1910-ben 338, túlnyomórészt ruszin lakosa volt.
2001-ben 113 lakosából 96 szlovák és 17 ruszin volt.
2011-ben 87 lakosából 69 szlovák és 18 ruszin.

## Külső hivatkozások
- Községinfó
- Kavicsos Szlovákia térképén
- Fotógaléria
- E-obce.sk Archiválva 2011. szeptember 14-i dátummal a Wayback Machine-ben